# Space Launch Delta 45

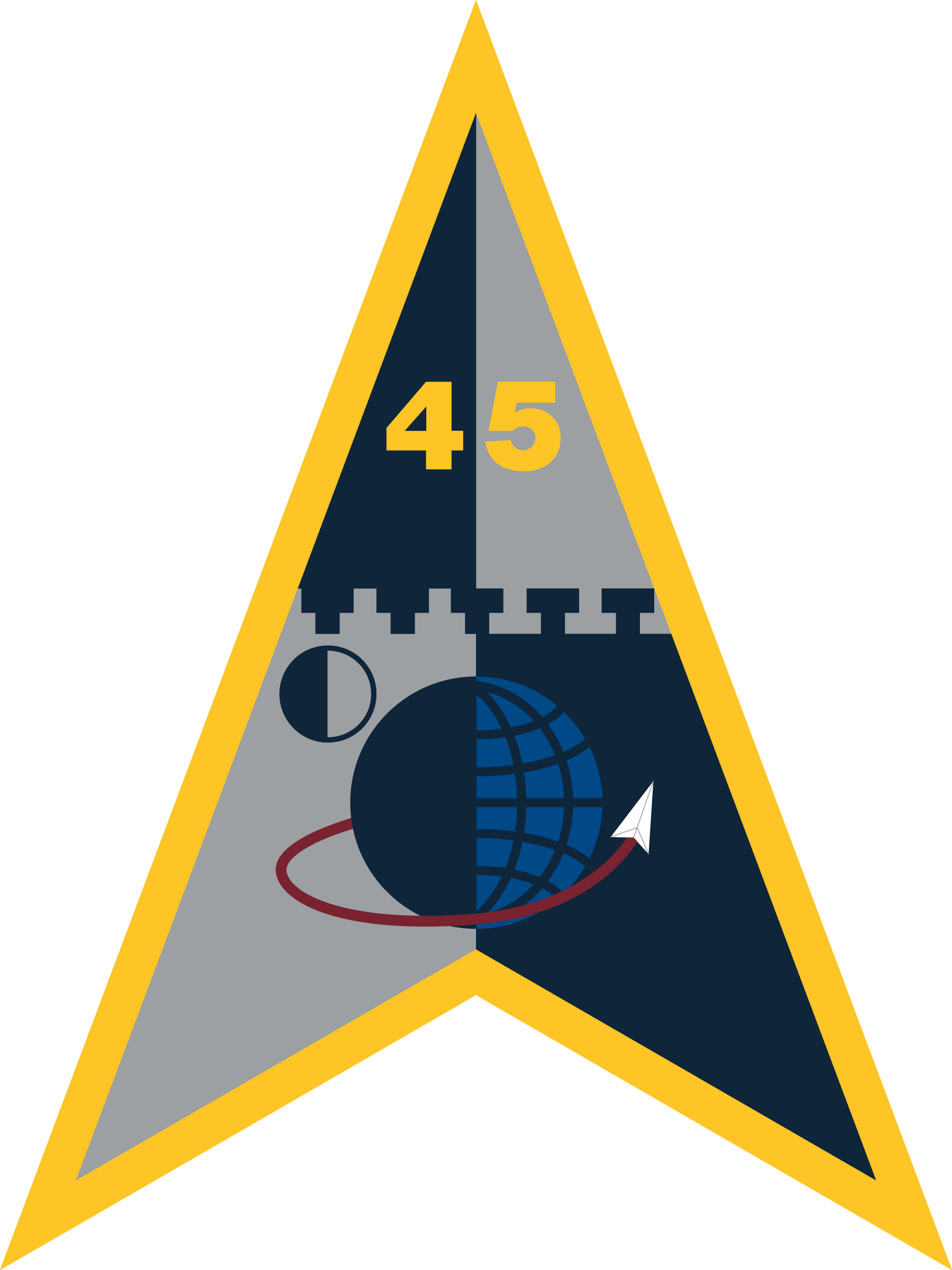
Emblème de la Space Launch Delta 45.

La Space Launch Delta 45 (anciennement jusqu'au 11 mai 2021 45th Space Wing) est une unité de l'United States Space Force (assignée jusqu'en 2019 à la Fourteenth Air Force de la United States Air Force), et basée à la Patrick Space Force Base.

## Historique

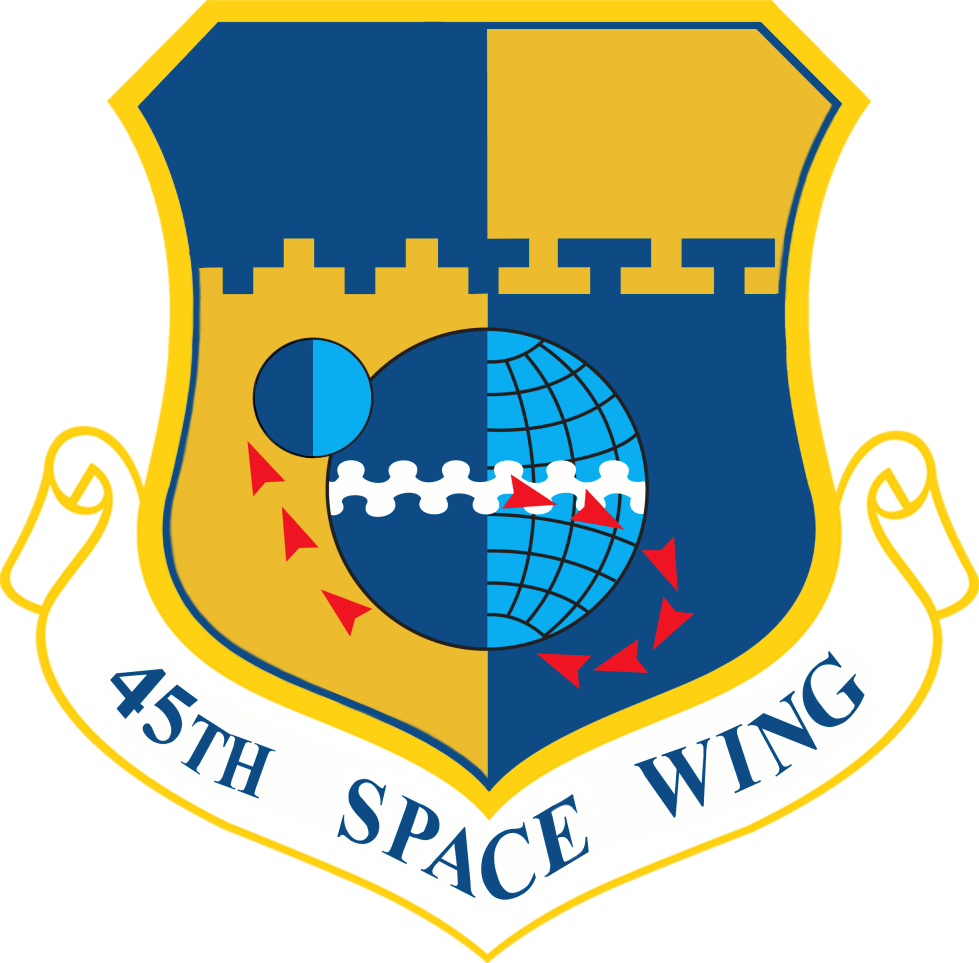
Emblème du 45th Space Wing de 1991 a 2021.

L'unité a été formée le 12 novembre 1991 et est chargée de la gestion de la Patrick Space Force Base et de la base de lancement de Cap Canaveral. Elle était affectée à la Fourteenth Air Force qui devient le 20 octobre 2020 le Space Operations Command (en).